# 亀屋みなみチェーン
亀屋みなみチェーン（かめやみなみチェーン）は、1993年（平成5年）時点で青森県内最大手のスーパーマーケットチェーンで、青森市に本社を置いており、経営破綻時点で29店舗を展開していた
。

## 歴史・概要
スーパー部門では「亀屋（Kameya）」のほかにも「K・バリュー」や「食彩館」「タートルズ100（タートルズプラザ）」などを展開していた。

買い物金額に応じてグリーンスタンプがもらえるサービスを行っていた。
また、食料品店のみならず衣料品店「亀屋衣料館」、ドラッグストア「ワンダーK」、書店「BUZZ（バズ）」、子会社サークルケイ・ノースジャパンによりコンビニエンスストア「サークルK」、1980年8月からは、ハンバーガーショップ「タートリアン・ハンバーガー」（のちに子会社、タートリアンに移管）などを展開していた。
さらに、青森市には「ジョイフルシティみなみ」を2店舗（かつての「みなみ百貨店」を閉店して開店した。このうち、東バイパス店はユニバースラ・セラ青森東バイパスショッピングセンター、西バイパス店はガーラタウン マエダ西バイパス店として現在は営業中。）、十和田市には「ジョイフルシティ十和田亀屋」（開店当初は「ファミリーデパート十和田亀屋」で営業。長い間、空き店舗状態が続いていたが、2006年8月には解体される事が決まった。なお、跡地はホテルルートイン。）、野辺地町には「ジョイバリュー」（現在のマックスバリュ野辺地店）等、大型店舗も展開していた。
毎年同時期に、オリジナル商品が抽選で当たるキャンペーン「お買い物大作戦」を実施し、テレビCMも多く放映していた。
しかし、2000年に開店したジョイフルシティみなみ西バイパス店の売り上げが当初の予想をはるかに下回るなど経営不振に陥り、2001年10月に民事再生法の適用を申請、事実上倒産。当時青森県最大手のスーパーマーケットだっただけに県内には衝撃が走った。その後協同組合セルコチェーンに譲り受けが決定したが、わずか一カ月余の短期間で民事再生手続き廃止の決定がなされた。その主な理由としては、再生手続き中にもかかわらず重要な経営情報を開示せず、曖昧な報告を繰り返す亀屋側の姿勢に裁判所側が不信感を募らせたのが要因と言われている。これにより青森地方裁判所が再生手続廃止の決定を行い、2002年1月に破産。店舗は2001年12月中に歳末商戦を待たずして全て閉店となった。
その後、マックスバリュ東北などの同業者が閉店した店舗と従業員の一部を譲り受け、営業を再開した店舗がほとんどだが、一部では引き取り手が何年も経っても現れず用地の他の用途への利用等の為に取り壊されたものもある。
なお、倒産直前に企業年金（適格退職年金）を解約し、従業員に支払われるはずの返戻金を会社が運転資金に流用した。その後倒産した為、従業員は仕事と退職金の両方を失う事態となった。本件は裁判となり、後に返戻金を（一般債権より優先順位の高い）労働債権とする事で和解している。

## 年表
- 1951年（昭和26年）10月15日 - 南勘二が家業から独立し「みなみ洋品店」を設立[2]。
- 1956年（昭和31年）4月5日 - 「株式会社みなみ洋品店」に改組[5]。
- 1962年（昭和37年） - 「株式会社亀屋」を設立し、食品スーパ一へ進出[11]。
- 1964年（昭和39年）
  - 6月 - 「株式会社みなみ洋品店」を「株式会社亀屋みなみ」に商号変更[2]。
  - 6月 - 「亀産商事」を設立[2]。
- 1969年（昭和44年）4月 - 「北日本セルコ」を設立[2]。
- 1971年（昭和46年）8月 - 「北日本インテリア」を設立[2]。
- 1973年（昭和48年）1月 - 「みなみ百貨店」を設立[2]。
- 1974年（昭和49年）5月 - 「エレクトロ・みなみ」を設立[2]。
- 1975年（昭和50年）3月 - 「タートリアン」を設立[2]。
- 1977年（昭和52年）9月 - 青森市に総合流通センターを開設[9]。
- 1982年（昭和57年）11月 - 有限会社八戸亀屋と株式会社亀屋みなみを合併、株式会社亀屋みなみチェーンに商号変更[11]。
- 1986年（昭和61年）4月11日 - 株式会社サークルケイ・ノースジャパン設立[12]。
- 1987年（昭和62年）5月 - 「アイ・シー・シー・コンピューターシステム」を設立[2]。
- 1988年（昭和63年）6月 - 全国の中規模スーパー8社と共同出資し、共同仕入れ会社の「ヒマワリ」を設立[13]。
- 1990年（平成2年）4月 - 青森市八重田地区に「ジョイフルシティみなみ」開店[14][15]。（東バイパス店）
- 1994年（平成6年）
  - 4月19日 - 「K・バリュー下町店」を開店し、食品のパワーセンター業態へ参入[16]。
  - 10月 - ボランタリーチェーン・「ジャパン・バリュー・アソシェイツ」を設立[17]。
- 1997年（平成9年） - 株式会社東北経済開発機構設立。
- 1999年（平成11年）10月11日 - 南実専務が社長に就任[6]。
- 2000年（平成12年）6月23日 - ジョイフルシティみなみ西バイパス店開店
- 2001年（平成13年）
  - 10月22日 - 青森地裁に民事再生法の適用を申請[5][18]。
  - 11月 - 再生手続開始決定。
  - 11月19日 - 協同組合セルコチェーンが正式に支援表明[19]。
  - 12月11日 - 再生手続廃止決定[20]。
  - 12月17日 - SM13店舗のマックスバリュ東北への営業譲渡が決定[20]（2001年（平成13年）8月期年商146億円[7]）。
- 2002年（平成14年）1月10日 - 破産宣告。
- 2003年（平成15年）3月1日 - 旧子会社・「サークルケイ・ノースジャパン」が東北地区エリアフランチャイズ契約を解約し、サークルケイ・ジャパンの「シーケイ東北」が店舗や本部従業員を継承した[21]。

## 過去に存在した業態
- K・バリュー - 約1万品目を取り揃えた食品のパワーセンター業態で、1994年（平成6年）4月19日に下町店開店[16]

## 過去に存在した店舗

### 青森市
- みなみ百貨店 - 青森市古川2-9-3[4]。

1973年（昭和48年）11月開店、店舗面積約7,445m2。
中心商店街の新町通りと直交する古川通り商店街に出店していた。
1988年（昭和63年）7月に郊外に移転することを決定し、青森市八重田地区に「ジョイフルシティみなみ」が 1990年（平成2年）4月に開店
- 古川店[2] → 衣料館古川店[14] - 青森市古川1-12-9[4]。

1962年（昭和37年）11月5日開店、延べ床面積約962m2、店舗面積約563m2。
- 国道店 - 青森市古川1-21-13[4]、店舗面積約200坪[4]。
- 石江店 - 青森市石江字江渡12[4]。

1967年（昭和42年）4月5日開店、売場面積240m2。
- 相野店[2] → K・バリュー相野店[14] - 青森市石江富田237-1[2]。

1985年（昭和60年）9月開店、店舗面積約495m2。
（現、さとちょう 青森富田店）
- 佃店 - 青森市花園2-502-46[4]。
- 浪打店[2] → 食彩館浪打店[14] - 青森市花園2-23[4]。

1964年（昭和39年）4月5日開店、延べ床面積約1,114m2、店舗面積約730m2。
- 堤店 - 青森市堤町1-12-2[4]。

1965年（昭和40年）4月5日開店、店舗面積約311m2。
- 旭町店[2] → 食彩館旭町店[14] - 青森市金沢1-3-7[4]。

1968年（昭和43年）7月11日開店、店舗面積約432m2。
- 浦町店[2] → タートルズ浦町店[14] - 青森市橋本2-20-5[4]。

1969年（昭和44年）4月29日開店、店舗面積約1,272m2。
- 久須志店 - 青森市久須志2-2-16[4]。

1970年（昭和45年）6月18日開店、店舗面積約1,401m2。
- 桜川店[3] → 食彩館桜川店[14] - 青森市筒井字桜川1136[4]。

1971年（昭和46年）6月開店、延べ床面積約1,350m2、店舗面積約498m2 → 996m2。
- 浪館店[2] → 食彩館浪館店[14] - 青森市浪館字前田5-5[4]。

1975年（昭和50年）7月開店、店舗面積約385m2。
- 衣料館浪館店 - 青森市浪館[11]

1989年（平成元年）3月開店、店舗面積約350m2。
- 油川店 - 青森市羽白字沢田49[9]。

1975年（昭和50年）12月開店、店舗面積約428m2。
- 幸畑店[2] → 食彩館幸畑店[14] - 青森市大矢沢字里見228-51[4]。

1976年（昭和51年）9月開店、延べ床面積約1,500m2、店舗面積約1,274m2。
- 筒井店 - 青森市浦町字奥野310[4]。

1967年（昭和42年）7月13日開店、店舗面積約1,096m2。
- 沖館店[2] → 衣料館沖館店[14] - 青森市沖館字篠田25[25]。

1969年（昭和44年）7月29日開店、店舗面積約1,067m2。
- 三内店[2] → K・バリュー相野店[14] - 青森市三内字里見71-7[4]。

1977年（昭和52年）12月開店、店舗面積約1,035m2。
- 大野店[2] → K・バリュー大野店[14] - 青森市大野字山下162-1[27]。

1980年（昭和55年）2月開店、店舗面積約1,000m2。
（現、ツルハドラッグ 大野店）
- BUZZ荒川通り店 - 青森市大野[11]。

1994年（平成6年）6月開店、店舗面積約315m2。
- 戸山店[2] - 青森市駒込[2]。

1980年（昭和55年）10月開店、店舗面積約443m2 → 895m2。
- 東バイパス店 - 青森市八重田[2]。

1982年（昭和57年）7月開店、店舗面積約488m2。
- 新城店[2] → バリュー新城店[14] - 青森市[2]。

1984年（昭和59年）4月開店、店舗面積約1,218m2。
- 観光通り店[2] → タートルズ観光通り店[14] - 青森市浜田[2]。

1986年（昭和61年）7月開店、店舗面積約496m2。
- BUZZ観光通り店 - 青森市浜田字豊田[11]

1989年（平成元年）6月開店、店舗面積約264m2。
- 駅ビルラビナ店 - 青森市[14]。

1998年（平成10年）3月開店、店舗面積約234m2。
- ジョイフルシティみなみ東バイパス店 - 青森市八重田露草4-2-10[15]。

1990年（平成2年）4月開店、店舗面積約12,645m2、延べ床面積約18,354m2。
- 造道店 - 青森市造道字沢田56-2[4]。

1972年（昭和47年）12月開店、店舗面積約446m2。
- 小柳店 - 青森市小柳字桂150-1[4]

1975年（昭和50年）4月26日開店。
店舗面積約890m2。

### 弘前市
- 百石町店 - 弘前市大字百石町2-1[4]。
- 下町店 → K・バリュー下町店[11] - 弘前市新町167-1[2][11]。

1979年（昭和54年）8月開店、店舗面積約1,445m2
（現、トライアル 下町店）。
- BUZZ下町店 - 弘前市新町165-2[11]

1993年（平成5年）12月開店、店舗面積約567m2（現、ゲオ新町店）
- 城東店[2] → K・バリュー城東店[14] - 弘前市城東[2]。

1981年（昭和56年）4月開店、店舗面積約1,089m2 → 2,473m2
（現、トライアル 城東店）。
- 城北店[2] → K・バリュー城北店[14] - 弘前市船水[2]。

1982年（昭和57年）12月開店、店舗面積約505m2 → 993m2。
- 弘高下店 - 弘前市桜林[2]。

1983年（昭和58年）3月開店、店舗面積約311m2。
- K・バリュー大清水店 - 弘前市大清水[14]。

1996年（平成8年）3月開店、店舗面積約1,449m2。
- 衣料館堅田店 - 弘前市青山[11]

1989年（平成元年）3月開店、店舗面積約496m2。
- 松森店 - 弘前市松森[1]。

1982年（昭和57年）11月開店、店舗面積約508m2。

### 五所川原市
- いぬい橋店 - 五所川原市小曲[2]。

1984年（昭和59年）12月開店、店舗面積約496m2。
- 松島店 → K・バリュー松島店[11] - 五所川原市吹畑[2][11]。

1984年（昭和59年）11月開店、店舗面積約496m2 → 約992m2。
- 松島衣料館 - 五所川原市一ツ谷[2]。

1987年（昭和62年）12月開店、店舗面積約498m2。

### 黒石市
- 黒石店 - 黒石市横町4[4]。

1975年（昭和50年）10月開店 - 1991年（平成3年）4月13日閉店、店舗面積約2,460m2。

### 北・南津軽郡
- 浪岡店[2] → タートルズ浪岡店[14] - 南津軽郡浪岡町字若松802[4]。

1976年（昭和51年）12月開店、店舗面積約1,465m2。
- 板柳店 - 北津軽郡板柳町[2]。

1985年（昭和60年）6月開店、店舗面積約496m2。
- 衣料館板柳店 - 北津軽郡板柳町[11]

1992年（平成4年）8月開店、店舗面積約564m2。

### むつ市
- K・バリューむつ中央店 - むつ市中央[14]。

1998年（平成10年）4月開店、店舗面積約1,489m2。
「ウエルマートむつ中央店」の跡に居抜きして同店を開業。
同店の閉鎖後マックスバリュ東北 → 佐藤長が居抜きで出店していたが、2024年6月にドン・キホーテがオープンした。

### 上北郡
- ジョイバリュー野辺地店 - 上北郡野辺地町[14]。

1999年（平成11年）3月開店、店舗面積約5,431m2。
閉鎖後マックスバリュ野辺地店として営業

### 十和田市
- 十和田店[2] → ファミリーデパート十和田亀屋 → ジョイフルシティ十和田亀屋[11] → タートルズプラザ十和田亀屋[14] - 十和田市稲生町13-9[4]。

1972年（昭和47年）12月開店、店舗面積約6,407m2。
進出と同時に中央商店街は延長1kmのアーケード街となり、開店から約半年後に松木屋が進出した。
2000年に一度閉店するが、地元からの要請で1階部分のみで営業を再開。2001年の経営破綻後、再建策の一環で閉鎖。
建物は数年間空き店舗として放置されていたが2006年に解体。解体後もしばらくの間はそのままの状態であったが、2022年4月にバスターミナル「十和田市まちなか交通広場」がオープンした。
- 北園店[2] → K・バリュー北園店[14] - 十和田市三本木字金崎304-1[27]。

1978年（昭和53年）7月開店、店舗面積約962m2。
閉店後マックスバリュ北園店として営業。
- 大学通り店 → K・バリュー大学通り店 - 十和田市[2]。

1983年（昭和58年）9月開店、店舗面積約496m2。
1990年代後半に閉鎖。建物は破産後も放置されていたが、2003年頃に取り壊され、薬王堂十和田東店が開店。
- 元町店 - 十和田市三本木[11][14]。

1988年（昭和63年）8月開店、店舗面積約499m2。
- BUZZ元町店 - 十和田市三本木[11]

1994年（平成6年）12月開店、店舗面積約250m2。
BUZZ開店時に同時に出店したゲオ（出店時は東和エンタープライズ）がBUZZ閉店後に増床し、現在はゲオ十和田千歳森店として現存。

### 三沢市
- 三沢店 - 三沢市中央町3-7-7[4]。

1970年（昭和45年）9月18日開店、店舗面積約2,476m2。
1990年代後半に閉鎖され、一時期タケダスポーツが出店していた時期があった。
- 岡三沢店 - 三沢市岡三沢[2]。

1988年（昭和63年）4月開店、店舗面積約1,550m2。
閉鎖後よこまちストア三沢店として営業。

### 三戸郡
- 五戸店 - 三戸郡五戸町字下も沢向21-27[4]。

1977年（昭和52年）11月開店、店舗面積約1,048m2 → 1,499m2。
閉鎖後、マックスバリュ五戸店となったがこちらも閉店済。

### 八戸市
- 上組店 - 八戸市糠塚字枡形18-2[4]、店舗面積約450m2[1]。
- 下組店 - 八戸市下組町48-1[4]、店舗面積約200坪[4]。
- 多賀台店 - 八戸市多賀台1-15[4]、店舗面積約250坪[4]。
- 吹上店 - 八戸市大字中居林字吹上206[4]。

1972年（昭和47年）12月開店、店舗面積約457m2。
- 旭ヶ丘店 - 八戸市新井田字小久保尻1-67[4]。

1976年（昭和51年）7月開店、店舗面積約468m2。
- K・バリュー河原木店 - 八戸市河原木字川苗代15[27][注釈 2]。

1978年（昭和53年）12月開店、店舗面積約1,096m2。
マックスバリュ東北へ営業譲渡され、2002年（平成14年）3月9日に新装開店した。
- 河原木衣料館 - 八戸市下長[2]。

1986年（昭和61年）5月開店、店舗面積約496m2。
- 湊衣料館[2] → 衣料館湊店[14] - 八戸市湊町字新井田通[2]。

1987年（昭和62年）3月開店、店舗面積約496m2 → 999m2。
- 衣料館南類家店 - 八戸市田向[11]

## 過去に存在した関連会社
- 総合メンテナンスサービス

1975年（昭和50年）6月設立
店舗清掃、ビルメンテナンス
亀屋倒産後はタートリアンと統合し別会社設立。
- 亀屋商事

1964年（昭和39年）6月設立。外商・卸。
- 北日本セルコ

青森県青森市卸町2-17
1969年（昭和44年）4月設立。共同仕入。
- 北日本インテリア

1971年（昭和46年）8月設立。インテリア用品。
- みなみ百貨店

1973年（昭和48年）1月設立。百貨店。
- グリーンスポーツ

1973年（昭和48年）4月設立。スポーツ用品。
- エレクトロ・みなみ

1974年（昭和49年）5月設立。家電販売。
- タートリアン

1975年（昭和50年）3月設立。外食産業。
- 亀屋みなみ流通センター

1984年（昭和59年）3月設立。食品卸売業。
- サークルケイ・ノースジャパン

1986年（昭和61年）4月11日設立。
サークルケイ・ジャパンの東北地区エリアフランチャイズ本部。
当社の破たん後もサークルケイ・ジャパンの支援を受けながら事業継続を目指したが断念。
2003年（平成15年）3月1日にエリアフランチャイズ契約を双方の合意の上で解約し、サークルケイ・ジャパンの「シーケイ東北」が店舗や本部従業員を継承した。
- アイ・シー・シー・コンピューターシステム

1987年（昭和62年）5月設立。情報処理ソフト・ハード販売。

## 旧亀屋の店舗を譲り受けた主な企業
- マックスバリュ東北
- マエダ
- ユニバース
- よこまちストア
- パワフルかわぜん